# А308.51 Sirius
МТК А308.51 Sirius — висококласний туристичний автобус на 22 місця категорії М3 класу В за ДСТУ UN/ECE R 52-01, виготовлений на базі шасі Volkswagen Crafter. Базова комплектація: — 22 сидіння — передні двері з електромеханічним приводом — багажні відділи (2 бокових, 1 задній), 1.5 м3 — багажна полиця над сидіннями — кондиціонер з блоками індивідуального обдуву і освітлення салону — автономний повітряний опалювач — аудіо-відео система, DVD, ЖК-монітор, 13 динаміків — система гучного зв'язку — ретардер Вартість 89 990 USD.
Всього виготовлено 34 одиниці SIRIUS.

## Двигун

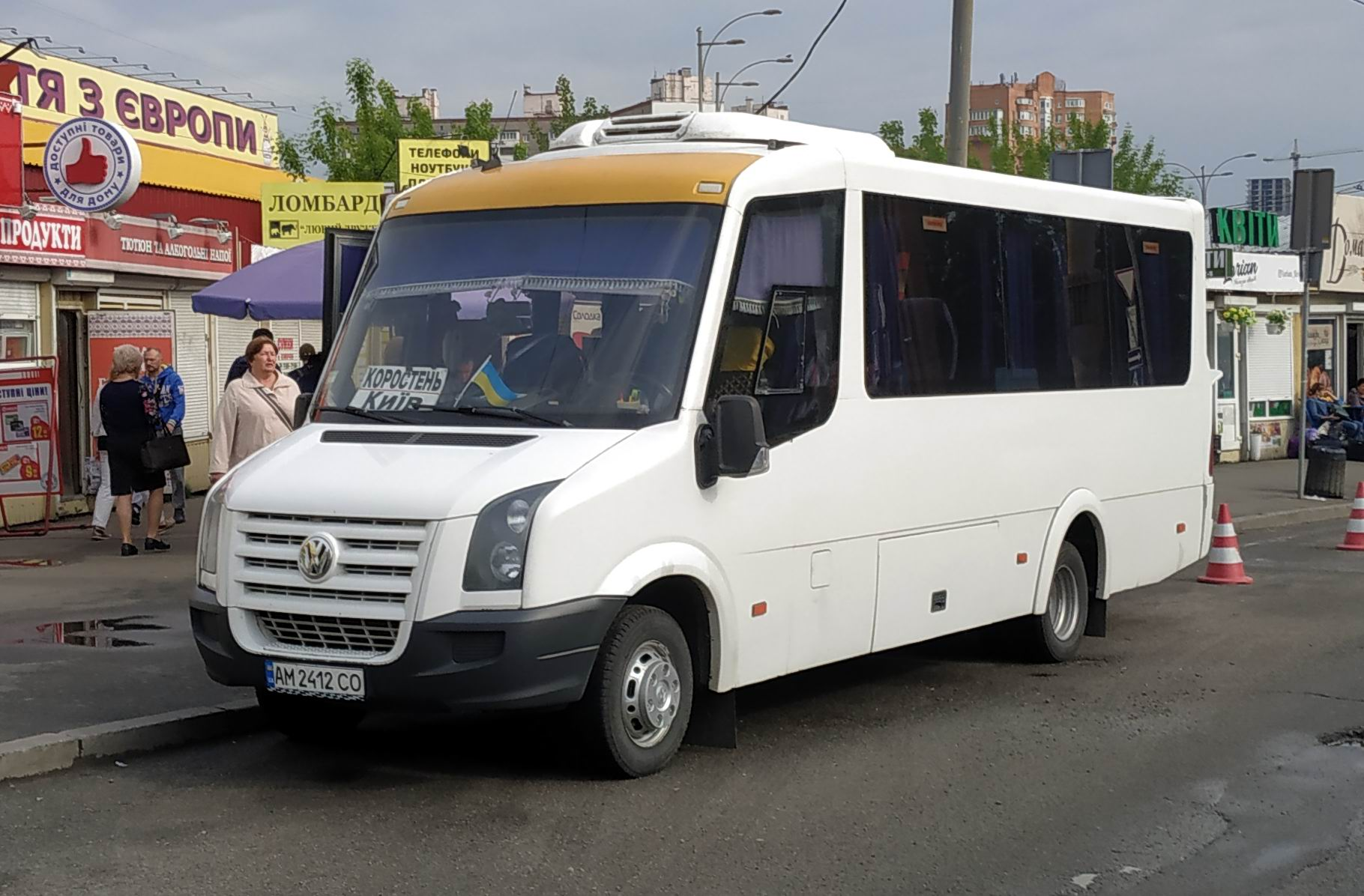
MTK А308.51 Sirius

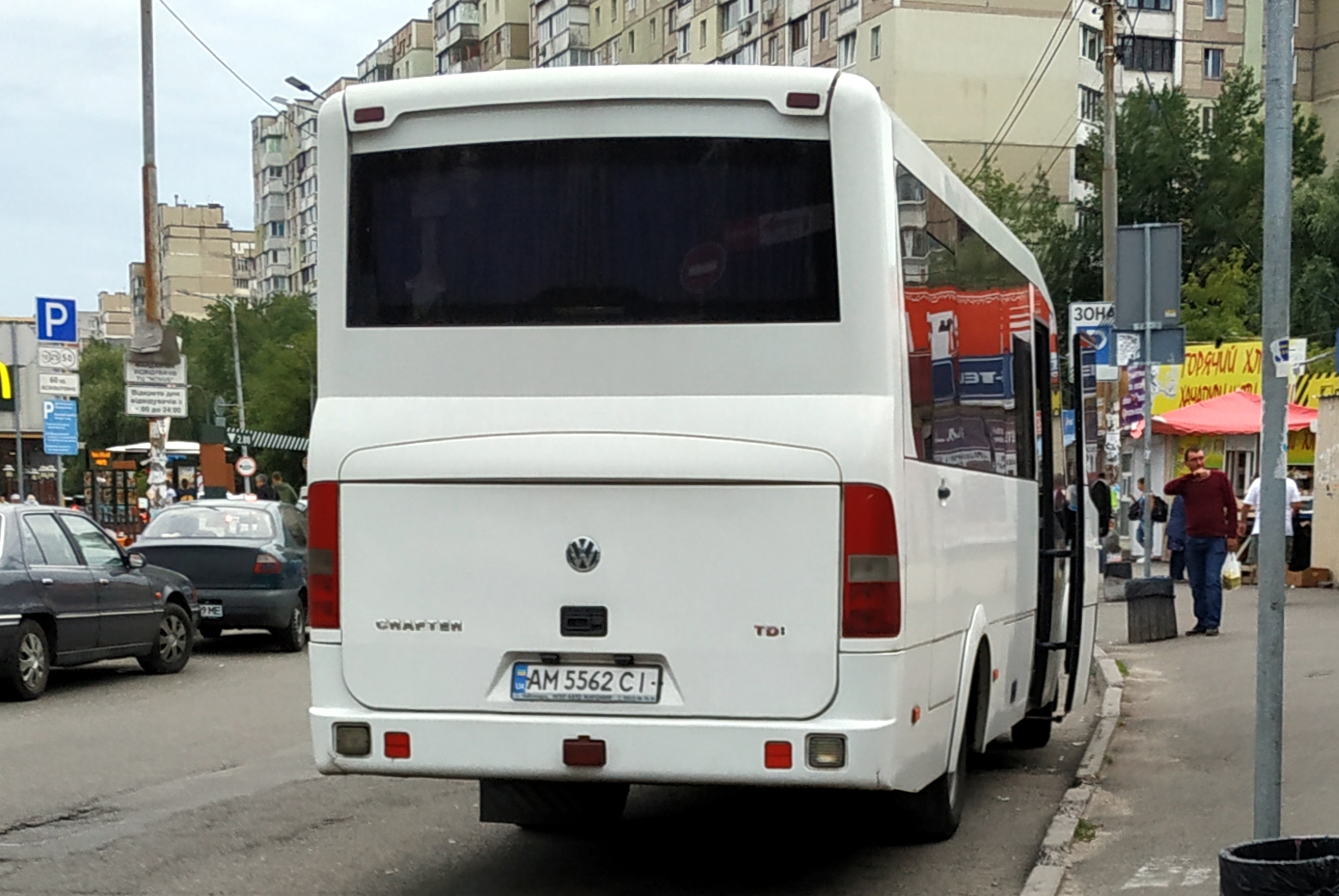
MTK А308.51 Sirius

| Маркування двигуна | Циліндри | Об'єм    | Потужність                        | Крутний момент        | Викиди СО2        |
| ------------------ | -------- | -------- | --------------------------------- | --------------------- | ----------------- |
| Дизельний          |          |          |                                   |                       |                   |
| BJM                | 5 в ряд  | 2461 см³ | 163 к.с. (120 кВт) при 3500 об/хв | 350 Нм при 2000 об/хв | Євро-3 або Євро-4 |

## Модифікації

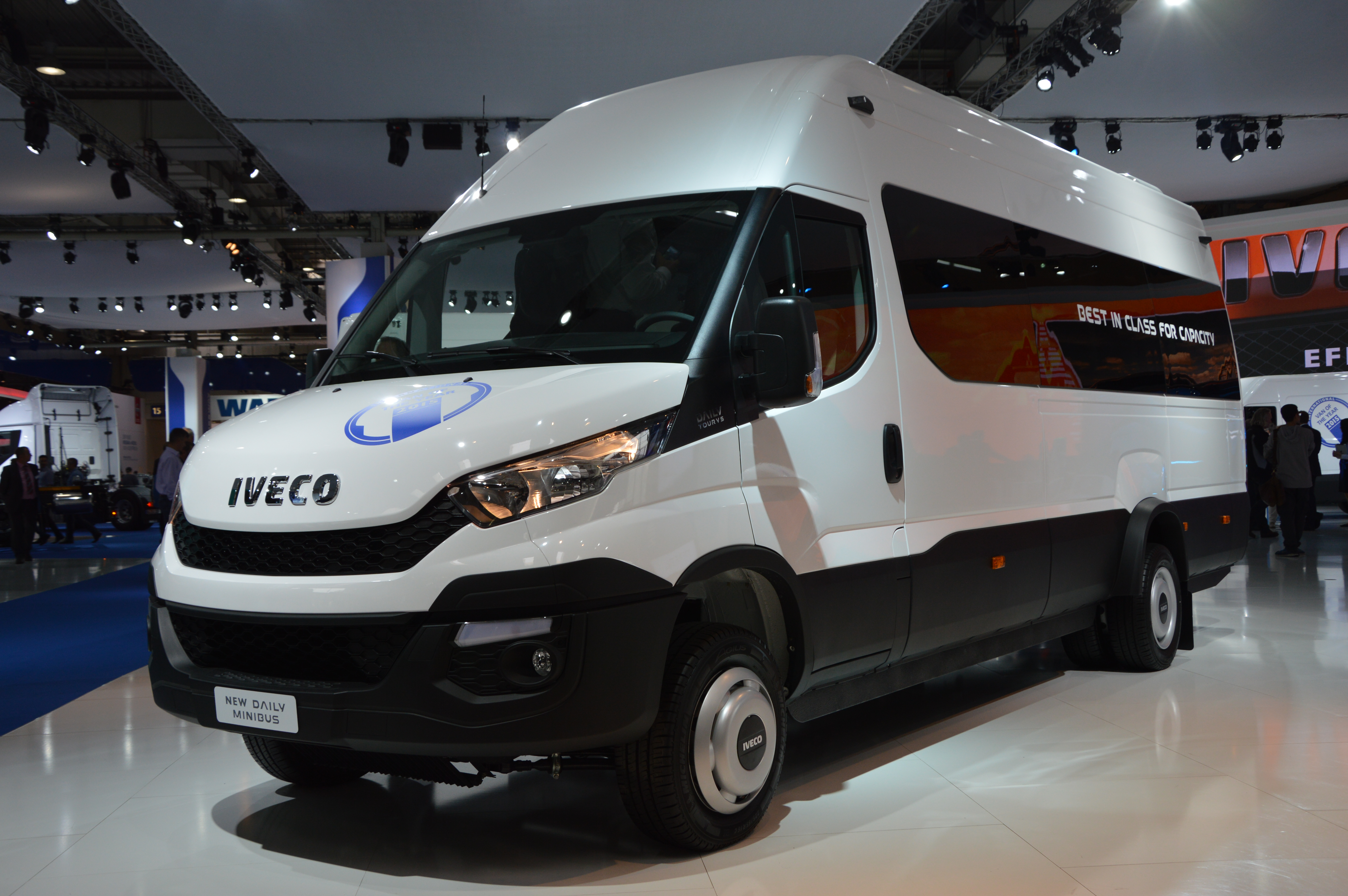
Iveco Daily

- МТК А308.50 Sirius — туристичний автобус на 21 місце з електроприводом відкриття дверей (всього виготовлено 1 автобус).
- МТК А308.51 Sirius — туристичний автобус на 22 місця з електроприводом відкриття дверей (всього виготовлено 28 автобусів).
- МТК А308.52 Sirius — туристичний автобус на 22 місця з електроприводом відкриття дверей.
- МТК А308.42 Sirius — туристичний автобус на 22 місця з електроприводом відкриття дверей.
- МТК А308.30 Sirius — туристичний автобус на 22 місця з ручним приводом відкриття дверей.
- АТ A309.50 — 19 місний автобус на шасі Iveco Daily 50С15V0 з двигуном 3,0 л F1C
- АТ A309.51 — автобус на шасі Iveco Daily 50С15V0
- АТ A310.50 — автобус на шасі Iveco Daily
- АТ A311.50 — автобус на шасі Iveco Daily